# 광청로
광청로(Gwangcheong-ro)는 울산광역시 울주군 온양읍 대대마을 교차로 에서 온양사거리 까지 연결하는 도로이다.

## 주요 경유지
울산광역시
- 울주군 온양읍

## 노선
| 이름            | 접속 노선              | 소재지 | 소재지 | 비고 |
| --------------- | ---------------------- | ------ | ------ | ---- |
| 대대마을 교차로 | 웅촌로                 | 울주군 | 온양읍 |      |
| 대대교          |                        | 울주군 | 온양읍 |      |
| 하대 교차로     | 국도 제7호선 (이예로)  | 울주군 | 온양읍 |      |
| 온양고개        |                        | 울주군 | 온양읍 |      |
| 중광교          |                        | 울주군 | 온양읍 |      |
| 희망교          |                        | 울주군 | 온양읍 |      |
| 외광교          |                        | 울주군 | 온양읍 |      |
| 합수교          |                        | 울주군 | 온양읍 |      |
| 온양사거리      | 국도 제14호선 (남창로) | 울주군 | 온양읍 |      |

## 주요 건물 및 시설
- 이마트24 SMART울산동남주유소점 (광청로 301/삼광리 658-8)
- S-OIL 동남주유소 (광청로 305/삼광리 658-1)
- 이마트24 울산온양외광점 (광청로 460/외광리 506-3)